# Francileudo dos Santos
Francileudo Silva dos Santos (ur. 20 marca 1979 w Zé Doca) – brazylijski piłkarz występujący na pozycji napastnika, reprezentant Tunezji.

## Kariera klubowa
Dos Santos rozpoczynał karierę w 1996 roku w brazylijskim trzecioligowym klubie Sampaio Corrêa FC. W tym samym roku przeszedł do belgijskiego Standardu Liège. W Eerste klasse zadebiutował 16 lutego 1997 w przegranym 0:4 meczu z Germinalem Ekeren. Zawodnikiem Standardu był przez dwa lata.
W połowie 1998 roku odszedł do tunezyjskiego Étoile du Sahel. W sezonie 1998/1999 został królem strzelców ligi tunezyjskiej. W następnym zaś zajął 2. miejsce w klasyfikacji strzelców, a także wywalczył z klubem wicemistrzostwo Tunezji. W 1999 roku zdobył z nim natomiast Afrykański Puchar Konfederacji.
W 2000 roku podpisał kontrakt z francuskim FC Sochaux-Montbéliard, grającym w Ligue 2. W sezonie 2000/2001 awansował z nim do Ligue 1. W tych rozgrywkach zadebiutował 27 października 2001 w przegranym 0:1 meczu z FC Nantes, a 17 listopada 2001 w wygranym 2:0 spotkaniu z FC Metz strzelił swojego pierwszego gola w Ligue 1. W sezonie 2003/2004 zdobył z klubem Puchar Ligi Francuskiej.
W lipcu 2005 za 2,5 miliona euro przeszedł do innego pierwszoligowego zespołu – Toulouse FC. Pierwszy ligowy mecz rozegrał tam 30 lipca 2005 przeciwko FC Sochaux-Montbéliard (1:0) i zdobył wówczas bramkę. W lutym 2007 roku został wypożyczony do szwajcarskiego FC Zürich. W Swiss Super League zadebiutował 10 lutego 2007 w zremisowanym 0:0 spotkaniu z Grasshoppers Zurych. W sezonie 2006/2007 wywalczył z zespołem mistrzostwo Szwajcarii. Następnie wrócił do Toulouse, gdzie spędził kolejny sezon.
W 2008 roku ponownie został graczem klubu FC Sochaux-Montbéliard (Liuge 1). W sezonie 2008/2009 zagrał tam w 15 meczach i zdobył 2 bramki. Latem 2009 roku, po wygaśnięciu kontraktu z klubem, odszedł z Sochaux. W styczniu 2010 roku podpisał kontrakt z drugoligowym FC Istres. W meczu ligowym zadebiutował tam 29 stycznia 2010 przeciwko FC Nantes (1:0).
W połowie 2010 roku wrócił do Étoile du Sahel, z którym w sezonie 2011/2012 zdobył Puchar Tunezji. Zawodnikiem Étoile był do 2013 roku. Następnie grał w czwartej lidze francuskiej w zespole ASM Belfort, a także w szwajcarskim FC Porrentruy, grającym w piątej lidze. W 2016 roku zakończył karierę.

## Kariera reprezentacyjna
W reprezentacji Tunezji dos Santos zadebiutował 17 stycznia 2004 w wygranym 2:1 towarzyskim meczu z Beninem. W tym samym roku został powołany do kadry na Puchar Narodów Afryki. Zagrał na nich we wszystkich sześciu meczach swojej drużyny – z Rwandą (2:1), Demokratyczną Republiką Konga (3:0), Gwineą (1:1), Senegalem (1:1), Nigerią (1:1, 5:3 w rzutach karnych) oraz Marokiem (2:1). W meczu z Demokratyczną Republiką Konga zdobył dwie bramki, w spotkaniach z Rwandą i Marokiem po jednym. Ostatecznie reprezentacja Tunezji zwyciężyła w tamtym turnieju, a dos Santos został jego królem strzelców.
W 2005 roku był uczestnikiem Pucharu Konfederacji. Zagrał na nim w meczach z Argentyną (1:2), Niemcami (0:3) oraz Australią (2:0). W pojedynku z Australią strzelił także dwa gole. Tunezja zaś odpadła z turnieju po fazie grupowej.
W 2006 roku wystąpił na Pucharze Narodów Afryki. Rozegrał na nim trzy spotkania – z Zambią (4:1), RPA (2:0) oraz Nigerią (1:1, 5:6 w rzutach karnych). W pojedynku z Zambią zdobył trzy bramki, a RPA jedną. Tamten PNA Tunezja zakończyła na ćwierćfinale. Również w 2006 roku dos Santos został powołany do drużyny narodowej na mistrzostwa świata. Wystąpił tam jedynie w przegranym 0:1 spotkaniu z Ukrainą, natomiast reprezentacja Tunezji odpadła z tamtego mundialu po fazie grupowej.
W 2008 roku po raz trzeci uczestniczył w Pucharze Narodów Afryki. Zagrał tam w trzech meczach – z Senegalem (2:2), RPA (3:1) oraz z Kamerunem (2:3 po dogrywce). W pojedynku z RPA strzelił także dwa gole. Tunezja zakończyła tamten PNA na ćwierćfinale.
W latach 2004–2008 w drużynie narodowej rozegrał 41 spotkań i zdobył 22 bramki.